# Ману Гарсія
Ману Гарсія (ісп. Manu García, нар. 26 квітня 1986, Віторія) — іспанський футболіст, півзахисник клубу «Алавес».
Виступав, зокрема, за клуби «Реал Сосьєдад Б» та «УД Логронес».

## Ігрова кар'єра
Ману Гарсія народився 26 квітня 1986 року в місті Віторія, тож перші свої кроки в футболі він робив з однолітками в дитячих командах міста. Здібного юнака помітили селекціонери Сан-Себастяна і переманили на узбережжя Біскаю. Подальші юначі роки він провів у футбольній школі (кантері) клубу «Реал Сосьєдад».
Здібний вихованець кантери дебютував у 2005 році у дорослому футболі, виступами за команду «Реал Сосьєдад Б», де провів три сезони, взявши участь у 101 матчі. Більшість часу, проведеного у складі другої команди «Реал Сосьєдада», він був гравцем основи.
Задля набуття ігрової практики на високому рівні, Ману погодився на пропозицію другої команди краю Гіпускоа — «Ейбару». Але підписавши контракт із гравцем, тренери вирішили, того ж 2008 року, відправити Гарсію до, ще одної славної команди провінції Гіпускоа з Іруна. За цей сезон Ману Гарсія провів у Сегунді «В» за «Реал Уніон» 29 ігор і забив 8 голів. Такі результати спонукали тренерів повернути Ману до Ейбару, у якому він провів повноцінний сезон 2009-10 років, відзначившись 6 голами в 35 матчах.
Зігравши чимало ігор у Сегунді «В», Ману Гарсія своєю грою привернув увагу представників тренерського штабу клубу «УД Логронес», до складу якого приєднався у 2010 році, підписавши повноцінний контракт. За другу команду краю Алава він провів наступні два сезони, відзначившись 13 голами в 53 іграх.
Стабільні ігрові показники Ману Гарсії вразили тренерів «Алавес» із його рідного міста Вікторії. Тож у 2012 році Гарсія підписав повноцінний контракт і того ж року став стабільним гравцем основи (37 ігор) та допоміг клубу піднятися класом вище — у Сегунду. Наступних три сезони він закріпився в команді та прилучився до її сходження в еліту іспанського футболу — Ла Лігу. В еліті Ману Гарсія не збавляв обертів, чи не в кожному матчі виводячи свою команду з капітанською пов'язкою. Станом на 25 грудня 2018 року відіграв за баскський клуб 213 матчів і відзначився 18 голами.